# Lohengrin (ópera)
Lohengrin é uma ópera romântica em três atos de Richard Wagner, que também foi responsável pelo libreto. Sua estreia aconteceu em Weimar, Alemanha, em 28 de agosto de 1850 sob direção de Franz Liszt, amigo próximo de Wagner.
A história de Percival (ou Parsival) e seu filho Lohengrin, o cavaleiro do cisne,  provém da literatura medieval germânica, especialmente do Parzival, de Wolfram von Eschenbach,  e da sua continuação anônima, Lohengrin,  inspirada na saga de Garin Le Lorrain (ou Garin le Loherin), a qual integra a Gesta dos Lorenos, ciclo  de cinco canções  de gesta dos séculos XII e XIII, escritas em loreno românico.

## História
A trama é ambientada durante a primeira metade do século X no Ducado de Brabante (na atual região de Antuérpia, Bélgica, no rio Escalda).
O falecido duque do Brabante confiara seus herdeiros – Elsa e Gottfried – à tutela do conde  Frederico de Telramund. Frederico deveria ter esposado Elsa, mas,  tendo sido recusado por ela, casa-se com Ortrud, descendente de uma estirpe de príncipes pagãos,  cujas divindades são dotadas de poderes mágicos. Para vingar a afronta sofrida por seu marido e para que este possa herdar o ducado, Ortrud transforma Gottfried em cisne, convencendo Frederico a acusar Elsa de fratricídio.

### Personagens e vozes

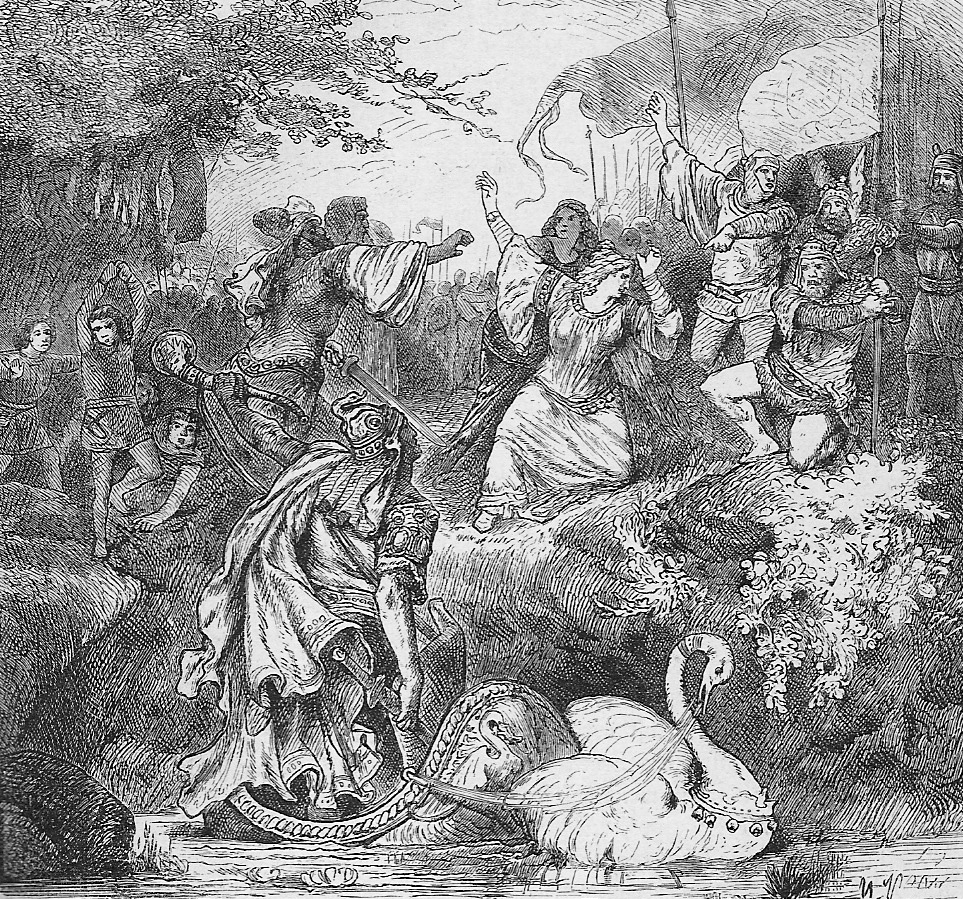
A chegada de Lohengrin em Brabante.
Illustrierte Literaturgeschichte, por Otto von Leixner. Leipzig, 1880.

| Lohengrin                  |  | tenor                              |
| Elsa de Brabante           |  | soprano                            |
| Friedrich de Telramund     |  | barítono                           |
| Ortrud                     |  | mezzo-soprano ou soprano dramático |
| Gottfried                  |  | não canta                          |
| Henrique I                 |  | baixo                              |
| Arauto do rei              |  | barítono                           |
| Quatros nobres de Brabante |  | 2 tenores, 2 baixos                |
| Quatro damas               |  | 2 sopranos, 2 contraltos           |

### Ato I
O ato começa com a chegada do rei Henrique I da Germânia à região após anúncio de seu arauto para convocar as tribos alemãs para expulsar os húngaros de suas terras. O conde Friederich de Telramund age como regente, uma vez que o duque Gottfried de Brabante, herdeiro do trono de Brabante, ainda era menor de idade. Gottfried desaparecera misteriosamente, e Telramund, coagido por sua esposa, Ortrud, acusa Elsa de ter matado o irmão e exige o título do ducado para si.
Rodeada de suas damas de honra surge Elsa, que, sabendo ser inocente, declara estar disposta a se submeter ao julgamento de Deus através do combate. Ela então invoca o protetor com o qual sonhou uma noite, e eis que surge no julgamento um cavaleiro num barco puxado por um cisne. A chegada havia acontecido somente após a segunda requisição do arauto. Ele aceita lutar por ela desde que ela nunca pergunte seu nome ou sua origem, proposta essa prontamente aceita. Telramund também aceita o desafio do julgamento pelo combate para provar a palavra de sua acusação.
O cavaleiro derrota Telramund num duelo, provando assim sua proteção divina e a inocência da princesa. Entretanto, poupa a vida do perdedor, declara Elsa inocente e a pede em casamento.

### Ato II
O ato inicia na parte externa da catedral durante a noite. Juntos, Telramund e Ortrud lamentam sua atual situação, banidos moralmente da comunidade. Ortrud é pagã, lida com a magia e arma um plano de vingança para que Elsa faça ao cavaleiro as perguntas proibidas, fazendo com que ele vá embora. Com as primeiras luzes da manhã, Elsa aparece na sacada, vê Ortrud no pátio, lamenta sua situação e a convida para participar da cerimônia de casamento. Sem ter sido observado, Telramund retira-se do local. Ortrud começa a conspiração, dizendo que deve haver algo na vida do cavaleiro que o envergonhe, algo que o faça querer negar seu passado.
Em outra cena, a população se reúne, e o arauto anuncia que o rei oferecera ao cavaleiro o ducado de Brabante. Ele entretanto recusa a oferta, desejando ser conhecido somente como "Protetor de Brabante". Quando o rei, o cavaleiro desconhecido, Elsa e suas damas de honra estavam prestes a entrar na igreja, Ortrud aparece e acusa o cavaleiro  de ser um mágico, razão pela qual  vencera a disputa. Telramund também aparece e alega ter sido vítima de uma fraude, pois nem o nome de seu oponente ele sabia. O cavaleiro se recusa a revelar sua identidade, dizendo que somente Elsa tem o direito de conhecê-la, e nem mesmo o rei seria  digno de saber. Elsa, apesar de abalada pelas alegações de Ortrud e Telramund, assegura ao cavaleiro a sua lealdade, e eles entram na igreja.

### Ato III

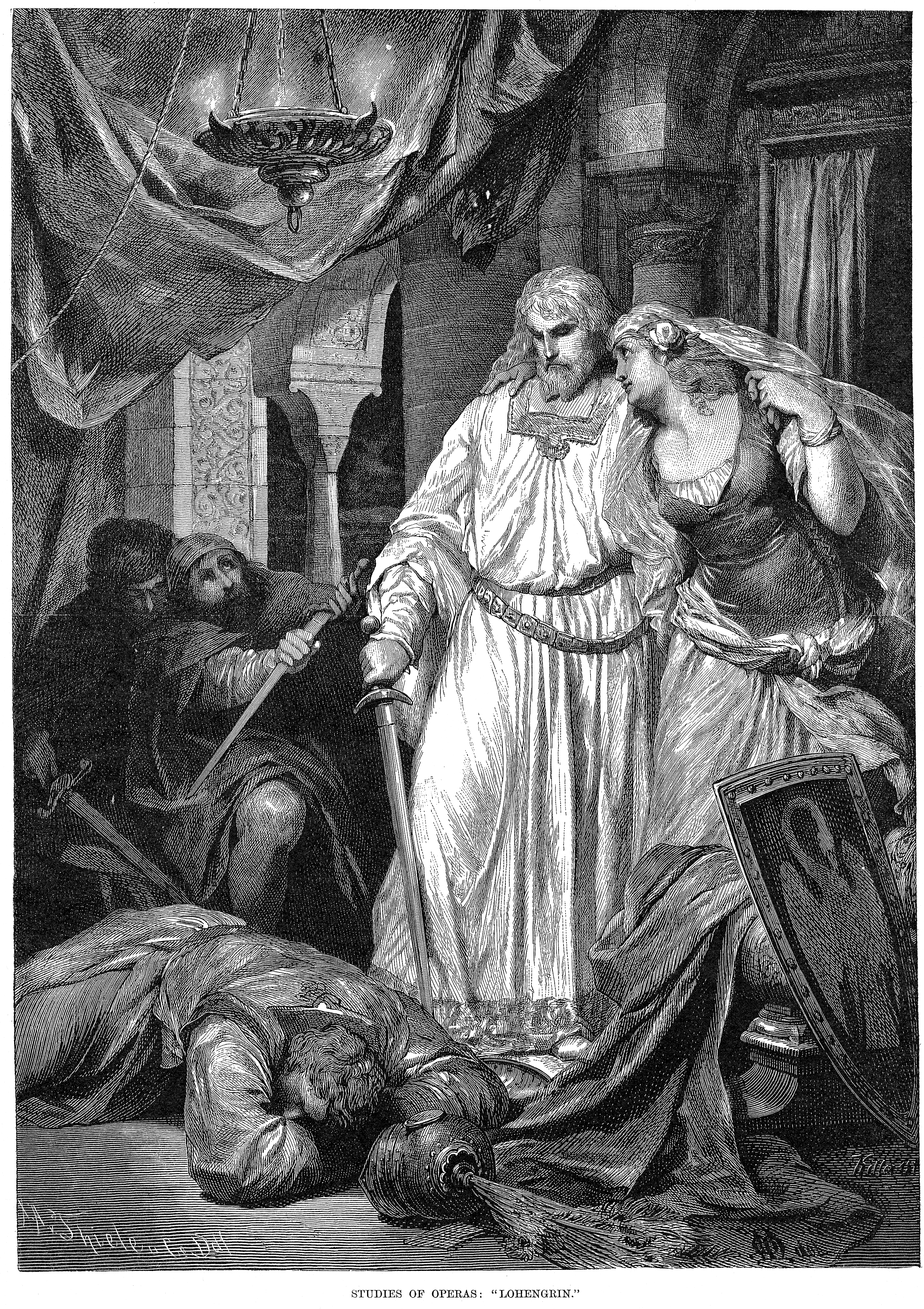
Ilustração da estréia em Londres.

A cerimônia de casamento ocorre, e os dois expressam seu amor com o outro. Mas Elsa, persuadida por Ortrud, rompe o pacto com o cavaleiro, agora seu marido, fazendo-lhe as perguntas proibidas. Na mesma cena, Telramund aparece para atacar o cavaleiro, mas é morto por ele, que então se volta para Elsa e pede que ela o acompanhe para, em presença do rei,  revelar o mistério de sua identidade.
Muda a cena, voltando-se ao local do primeiro ato. As tropas chegam para a guerra. O corpo de Telramund é trazido. O cavaleiro explica o assassinato perante o rei e então, diante de todos,  anuncia a sua verdadeira identidade: ele é Lohengrin, um cavaleiro do Santo Graal, filho do rei Parsifal. Revela também que fora enviado pelo Graal para provar a inocência de Elsa, mas era hora de retornar.
Para tristeza de Elsa, o cisne reaparece, indicando a partida de Lohengrin. Ele ora pela volta do irmão de Elsa, desaparecido. O cisne desaparece nas águas e reaparece na forma do jovem Gottfried, que havia sido transformado em animal pelo feitiço de Ortrud. Um pombo  aparece do céu e, assumindo o lugar do cisne, guia Lohengrin de volta ao castelo do Santo Graal.

## Passagens musicais famosas
Lohengrin é uma ópera que faz grande uso do leitmotiv, confirmando o início da tradição wagneriana iniciada por Der fliegende Holländer. Não há divisão da ópera em "números" (árias, duetos, trios, etc.). Contudo, pode-se destacar como passagens famosas o prelúdio do terceiro ato e o célebre coro nupcial que o segue (Treulich geführt), bastante utilizado nas cerimônias de casamento contemporâneas.

## Papéis
De acordo com a concepção de Wagner o papel de Lohengrin é assumido por um tenor, enquanto o de Elsa de Brabante é o de uma soprano. Já Friedrich de Telramund é um barítono, e sua esposa Ortrud é assumida por uma mezzo-soprano. O rei Henrique I é um baixo, assim como seu arauto. Os quatro nobres de Brabante são um misto de tenores e baixos, enquanto as quatro damas de honra são um misto de sopranos e contraltos. Gottfried, irmão de Elsa, é silencioso na obra. Está presente na obra também um coro composto pelas pessoas de Brabante que observam a trama.

## Gravações
Existem diversas gravações em CD de apresentações da obra:
- Woldemar Nelsson, regente. Festival de Bayreuth. Lançado em 1982 pela CBS.
- Georg Solti rege a Orquestra Filarmônica de Viena. Lançado em 2003 pela Decca Records.
- Claudio Abbado rege a Orquestra Filarmônica de Viena. Lançado em 1995 pela Deutsche Grammophon.
- Rudolf Kempe rege a Orquestra Filarmônica de Viena. Lançado em 2000 pela EMI Classics.
- Silvio Varviso rege a Kungliga Teaterns Hovkapellet. Lançado em 2002 pela Ponto Records.
- Colin Davis rege a Orquestra Sinfônica da Rádio Bávara. Lançado em 1995 pela RCA Red Seal.
- Daniel Barenboim rege a Staatskapelle Berlin. Lançado em 1998 pela Teldec.
- Eugen Jochum, regente. Festival de Bayreuth, 1954. Lançado em 1998 pela Opera d'Oro/IODA.
- Herbert von Karajan rege a Orquestra Filarmônica de Berlim. Lançado pela EMI Classics.